# Stictopisthus australiensis
Stictopisthus australiensis är en stekelart som beskrevs av Szepligeti 1914. Stictopisthus australiensis ingår i släktet Stictopisthus och familjen brokparasitsteklar. Inga underarter finns listade i Catalogue of Life.